# Smältlim

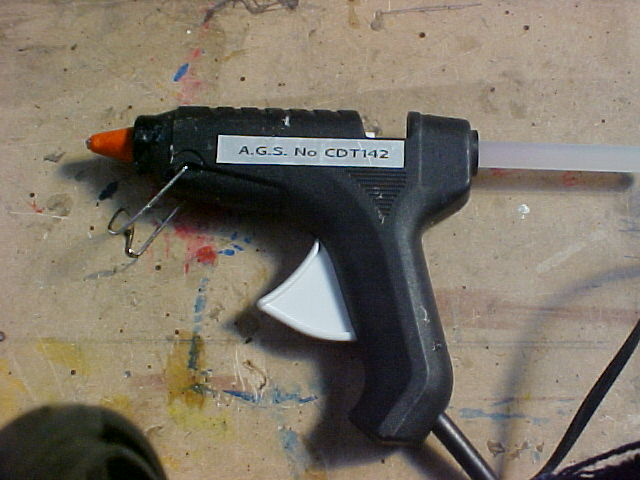
Limpistol med en stav smältlim

Smältlim (HMA) är lim som är fast i rumstemperatur, och som appliceras med hjälp av en limpistol som hettar upp limmet. Limstavarna finns i olika diametrar. Fast monterade limpistoler matas oftast via en smältlimstank, som fylls med lim i form av chips eller kulor.

## Funktion
I industriell användning ger smältlim flera fördelar jämfört med lösningsmedelsbaserade lim. Flyktiga organiska föreningar minskas eller elimineras, och torkningen eller härdningssteg elimineras. Smältlim har lång hållbarhet och kan oftast hanteras utan speciella försiktighetsåtgärder.
Några av nackdelarna med tekniken är termisk belastning av det limmade materialet, vilket begränsar användningen till material som inte är känsliga för högre temperaturer, samt förlust av bindningsstyrka vid högre temperaturer upp till fullständig smältning av limmet. Detta problem kan minskas genom användning av ett reaktivt lim som efter stelning genomgår ytterligare härdning t.ex. av fukt (t.ex. reaktiva uretaner och silikoner), eller härdas genom ultraviolett strålning. Vissa HMA är dock inte resistenta mot kemiska angrepp eller vittring. HMA minskar inte sin tjocklek under stelning, medan lösningsmedelsbaserade bindemedel kan förlora upp till 50-70% av skikttjocklek under torkning.